# Valerie Seinen
Valerie Seinen (Hardenberg, 1 augustus 1993) is een Nederlands voetballer die sinds de zomer van 2012 uitkomt voor PEC Zwolle uitkomt in de Eredivisie Vrouwen.

## Carrière
Seinen speelde bij SV Gramsbergen voordat ze in de zomer van 2009 de overstap maakte naar ATC, dat vanaf dat jaar onder die naam als beloftenelftal van FC Twente in de Eerste Klasse begint. Ze werd dat seizoen kampioen met haar elftal en wist ook de play-offs voor promotie winnend af te sluiten. In de zomer van 2010 stapt ze over naar Be Quick '28, dat vanaf dat jaar als satellietclub dient voor FC Zwolle, dat vanaf dat jaar de Eredivisie Vrouwen instapt. In de tweede seizoenshelft maakte ze haar debuut in de Eredivisie voor die club. In de zomer van 2012 stapte ze over naar PEC Zwolle.

## Statistieken
| Seizoen                    | Club                         | Land      | Competitie            | Wedstrijden | Doelpunten |
| -------------------------- | ---------------------------- | --------- | --------------------- | ----------- | ---------- |
| 2009/10                    | ATC '65 / Beloften FC Twente | Nederland | Eerste Klasse B       | -           | -          |
| 2010/11                    | Be Quick '28                 | Nederland | Hoofdklasse           | -           | -          |
| 2010/11                    | FC Zwolle                    | Nederland | Eredivisie            | 1           | 0          |
| 2012/13                    | PEC Zwolle                   | Nederland | BeNe League Orange    | 1           | 0          |
| 2012/13                    | PEC Zwolle                   | Nederland | Women's BeNe League B | 9           | 0          |
| Totaal                     | Totaal                       | Totaal    | Totaal                | 11          | 0          |
| Bijgewerkt tot 27 mei 2013 |                              |           |                       |             |            |